# Kandonklaar
Kandonklaar is een plaats in de Antwerpse gemeente Wommelgem.
In Kandonklaar werd van 1860-1864 het Fort 2 van de Stelling van Antwerpen gebouwd.
Tot de Eerste Wereldoorlog bleef Kandonklaar een klein gehucht, maar tussen de twee wereldoorlogen nam de bevolking relatief sterk toe. In 1935 telde het 750 inwoners. In 1934 kwamen de zusters Annunciaten naar Kandonklaar. Er werd een kleuterschool en een meisjesschool gesticht en in 1935 kwam de  Onze-Lieve-Vrouw-Boodschapkerk tot stand.
Omstreeks 1960 werd ten noorden van Kandonklaar de A13 aangelegd, een van de eerste autosnelwegen van België.